# Magdalena Wunderlich
Magdalena Wunderlich (Großhesselohe, Baviera, 16 de maio de 1952) é uma ex-canoísta de slalom alemã na modalidade de canoagem.

## Carreira
Foi vencedora da medalha de bronze em Slalom K-1 em Munique 1972.